# Холкем-холл
Холкем-холл или Хокем-холл (англ. Holkham Hall) — усадебный дом, который построил для себя в Норфолке в середине XVIII века Томас Коук, впоследствии 1-й граф Лестер. Прежде усадьба принадлежала его предку, великому юристу Эдварду Куку (1552—1634). В настоящее время остаётся в собственности графов Лестеров.
Над строго симметричным зданием в палладианском стиле работали Уильям Кент и граф Бёрлингтон, которые вдохновлялись неосуществлёнными архитектурными эскизами Андреа Палладио. За домом возвышается 24-метровый обелиск (1730).
Классицистические интерьеры украшены привезёнными из Италии антиками, а также картинами Луини, Вазари, Рубенса, ван Дейка, Лоррена, Рейнольдса, Гейнсборо, Каналетто и других художников.